# 日本海区水産研究所
日本海区水産研究所（にほんかいくすいさんけんきゅうじょ）は、かつて存在した国立研究開発法人水産研究・教育機構の研究所の一つ。漁業調査船みずほ丸（新潟港）を擁する。略称は日水研。

## 所在地
| 新潟庁舎 | 新潟市中央区水道町1丁目5939-22 | 本所       |
| 小浜庁舎 | 福井県小浜市泊26               | 資源生産部 |
| 宮津庁舎 | 京都府宮津市小田宿野1721       | 資源生産部 |

## 研究組織
以下の3部構成となっている。
資源管理部
水産資源の評価管理と生態についての研究
資源環境部
水産資源に影響を与える海洋環境についての研究
資源生産部
水産資源の開発と環境保全についての研究

## 沿革
- 1931年: 兵庫県水産試験場が兵庫県城崎郡香住町（現・香美町）に但馬分場を開設。
- 1948年: 但馬分場が農林省水産試験場に移管され香住分場となる。
- 1949年: 農林省水産試験場七尾分場および香住分場を母体として、水産庁日本海区水産研究所が発足。七尾を本所、香住を支所とする。
- 1950年: 浦郷支所（島根県隠岐郡西ノ島町）を開設。
- 1952年: 本所を新潟市万代島に移転し、七尾は試験地とする。
- 1954年: 七尾試験地を廃止し香住支所へ統合。
- 1962年: 浦郷支所を廃止し香住支所へ統合。
- 1964年: 新潟地震により本所庁舎が倒壊し、新潟県水産試験場に仮事務所を開設。
- 1965年: 本所を現在地に移転。
- 1966年: 香住支所を本所へ統合。跡地は再び兵庫県水産試験場但馬分場となる。
- 1982年: 社団法人日本栽培漁業協会が能登島事業場（現・能登島庁舎）を開設。
- 1983年: 社団法人日本栽培漁業協会が小浜事業場（現・小浜庁舎）を開設。
- 1984年: 社団法人日本栽培漁業協会が若狭湾事業場宮津施設（現・宮津庁舎）を開設。
- 2001年: 独立行政法人化により水産総合研究センター日本海区水産研究所となる。
- 2003年: 日本栽培漁業協会の水産総合研究センターへの統合により、能登島・宮津・小浜事業場は能登島・宮津・小浜栽培漁業センターと改称。
- 2011年: 能登島・宮津・小浜栽培漁業センターを統合。
- 2014年: 能登島庁舎を宮津庁舎に統合。
- 2016年: 独立行政法人水産総合研究センターが水産大学校を統合し、国立研究開発法人水産研究・教育機構となる。
- 2020年: 水研機構の体制改革により、他の8研究所とともに水産技術研究所および水産資源研究所へと改組される。